# 长舌果蝠
长舌果蝠（学名：Eonycteris spelaea）为狐蝠科长舌果蝠属的动物。在中国大陆，分布于广西、云南等地，主要生活于热带岩洞。该物种的模式产地在缅甸。

## 保护
本种于2023年被收录入《有重要生态、科学、社会价值的陆生野生动物名录》。